# Honschaft Dinkblech
Die Honschaft Dinkblech (Dingblech) war im Mittelalter und der Neuzeit eine Honschaft im Kirchspiel Leichlingen im bergischen Amt Miselohe. Sie war eine von drei Honschaften des Kirchspiels.
Die Honschaft wurde erstmals im Jahr 1656 urkundlich erwähnt. Sie umfasste das heutige Leichlingen im Bereich des Hauptorts links der Wupper und wurde nach der Leichlinger Dingstätte am Markt benannt.